# Machuella
Machuella är ett släkte av kvalster. Machuella ingår i familjen Machuellidae.
Kladogram enligt Catalogue of Life:
| Machuella | \| \| Machuella draconis \| \| \| \| \| \| Machuella lineata \| \| \| \| \| \| Machuella ventrisetosa \| \| \| \| |
|           | \| \| Machuella draconis \| \| \| \| \| \| Machuella lineata \| \| \| \| \| \| Machuella ventrisetosa \| \| \| \| |
|           | Gredosella |
|           | |
|           | Machuella draconis                                                                                                |
|           | |
|           | Machuella lineata                                                                                                 |
|           | |
|           | Machuella ventrisetosa                                                                                            |
|           | |

|  | Machuella draconis     |
|  |                        |
|  | Machuella lineata      |
|  |                        |
|  | Machuella ventrisetosa |
|  |                        |